# Kamieńczyk (powiat Wyszkowski)
Kamieńczyk is een dorp in de Poolse woiwodschap Mazovië. De plaats maakt deel uit van de gemeente Wyszków en telt 700 inwoners.